# 小常安镇
常安镇是中国河北省石家庄市藁城区下辖的一个镇。

## 行政区划
常安镇下辖锁家寨村、永安村、里庄村、东辛庄村、南楼村、北楼村、朋学村、耿村、王家庄村、豆家庄村、南朋村、南黄家庄村、后营村、大常安村、小常安村、柳树寨村、南周卦村、北周卦村。